# Мюден (Аллер)
Мюден (нім. Müden) — громада в Німеччині, розташована в землі Нижня Саксонія в місці злиття річок Аллер і Окер.. Входить до складу району Гіфгорн. Складова частина об'єднання громад Майнерзен.
Площа — 67,27 км2. Муніципалітет поділяється на 6 сільських округів.

## Галерея

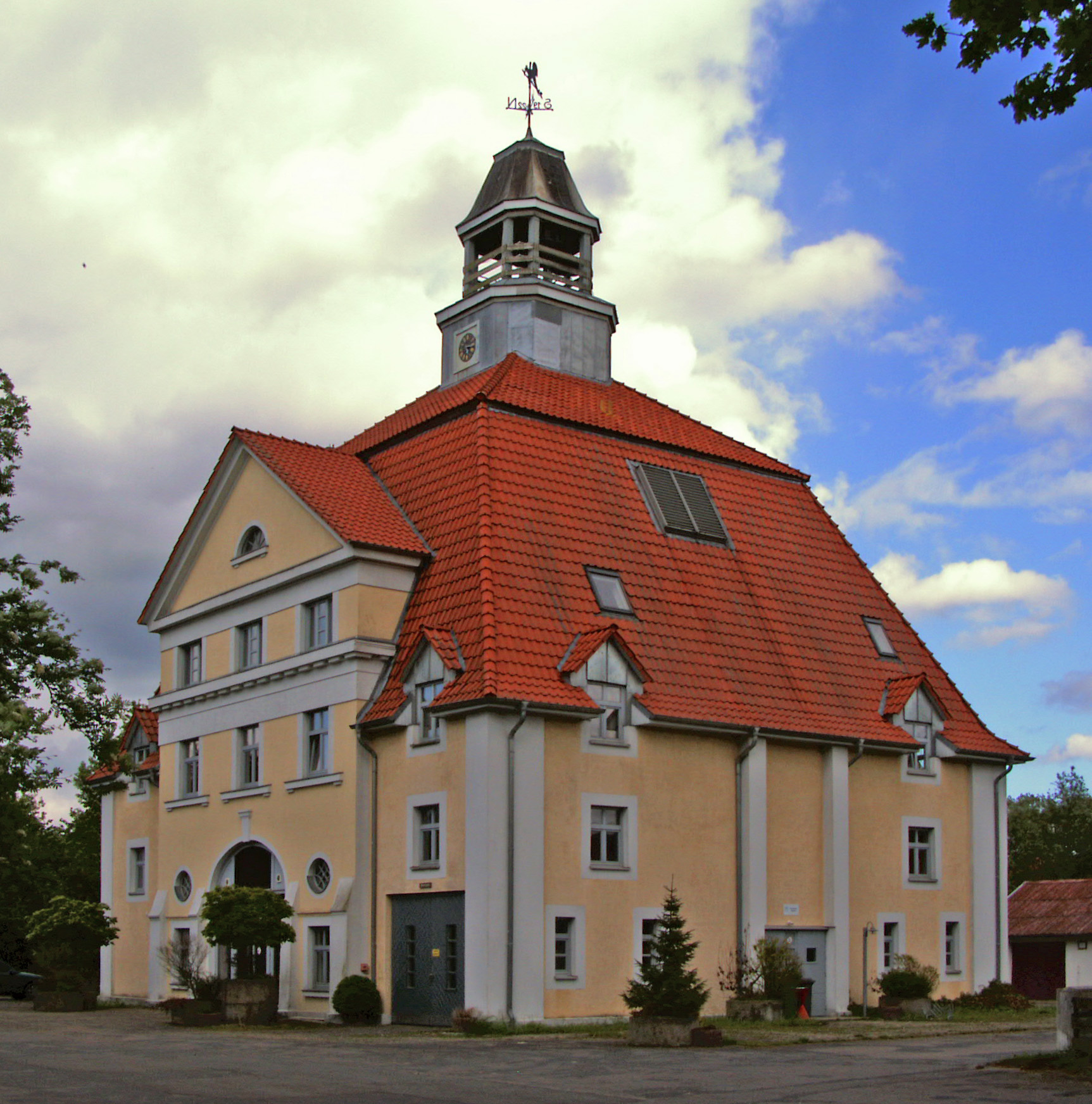
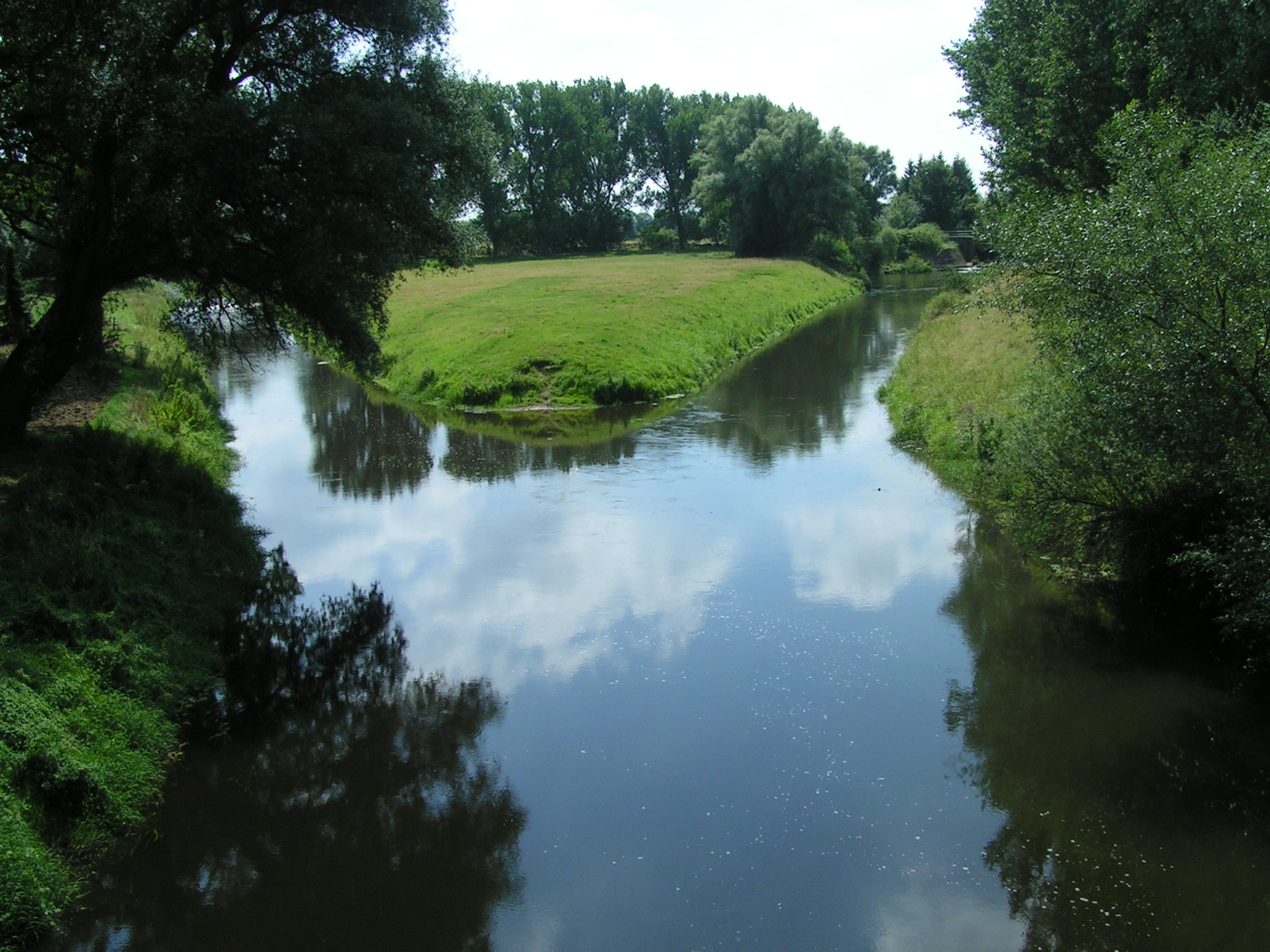

## Населення
Населення становить 5264 ос. (станом на 31 грудня 2021).
Динаміка:
| Рік  | Населення |
| ---- | --------- |
| 1990 | 4245      |
| 1995 | 5001      |
| 2000 | 5424      |
| 2011 | 5423      |
| 2015 | 5623      |